# Lehavoth
Lehavoth ist eine israelische Brutal-Death-Metal- und Grindcore-Band aus Tel Aviv-Jaffa, die seit 1995 mit Unterbrechungen aktiv ist.

## Geschichte
Die Band wurde 1995 gegründet und bestand seinerzeit aus dem Sänger Yuval „Molech“ Talmor, den Gitarristen Gal „Pixel“ Cohen und Nir „Ach Shelo“ Gutraiman, dem Bassisten Haim „Evil Haim“ Benyamini und dem Schlagzeuger Nir Doliner. In einem frühen Entwicklungsstadium der Gruppe gehörte ihr auch der Keyboarder EVOX an. 1999 löste sich die Band auf, woraufhin Talmor und Pixel die Gruppe etwas später ohne die anderen Mitglieder wiederbelebten. 1999 erschien daraufhin unter dem Namen Brit Ha'Orvim ein erstes Demo. Danach folgte bis zum Jahr 2000 eine längere Pause, da die Musiker sich dem Wehrdienst widmen mussten. 2001 folgte mit Iconoclastic ein weiteres Demo. Benyamini und Gutraiman spielten auch bei Nail Within, Gutraiman außerdem noch bei Salem. Gutraiman trat der Band 2002 bei. Nach der Veröffentlichung des Demos spielte die Gruppe zusammen mit Ancient Rites in Tel Aviv. 2003 wirkte die Band an einer Split-Veröffentlichung über Spew Records mit, deren andere Beteiligten die Gruppen Suture und Leukorrhea waren. Im selben Jahr erschien unter dem Namen Hatred Shaped Man das Lehavoth-Debütalbum. Die Aufnahmen hierzu hatten in den schwedischen Soundlab Studios mit dem Produzenten Mieszko Talarczyk stattgefunden, die Veröffentlichung fand bei dem niederländischen Label Fadeless Records statt. 2003 war die Gruppe auf dem Festival Fuck the Commerce vertreten. Neben diesem Auftritt in Deutschland hielt die Band auch weitere Auftritte in Europa nach der Veröffentlichung des Albums ab. Im April 2004 trennte sich Talmor von der Gruppe und wurde durch  Ariel „Conan“ Ron ersetzt. Im November spielte Dark Funeral ihren ersten Auftritt in Tel Aviv, bei dem Lehavoth als Vorgruppe fungierte. Im selben Jahr war die Gruppe außerdem in Tel Aviv auf dem Metalist Festival zu sehen. Für dasselbe Festival war die Band auch im folgenden Jahr gebucht. Obwohl es keine offizielle Auflösungsmeldung gab, war die Band seit 2005 inaktiv und nahm ihre Aktivität erst wieder 2014 auf. Ihren ersten Auftritt seit 2005 spielte sie an Halloween 2016. Im selben Jahr erschien die EP Grinder.

## Stil
Joel McIver bezeichnete Lehavoth in seinem Buch Extreme Metal II als Israels erste erfolgreiche Black-Metal-Band. Frank Stöver von voicesfromthedarkside.de bemerkte, dass es sich bei Lehavoth anfänglich um eine Black-Metal-Band handelte. Auf Hatred Shaped Man sei jedoch nun eine Mischung aus Brutal Death Metal und Grindcore zu hören. Hierbei fixiere sich die Band nicht hauptsächlich auf Geschwindigkeit, sondern auf den Groove und die Brutalität. Auf dem Album könne man Voivod, schwedischen Death Metal und Grindcore sowie US-amerikanischen Brutal Death Metal als Einflüsse ausmachen.

## Diskografie
- 1996: Brit Ha'Orvim (Demo, Eigenveröffentlichung)
- 2001: Iconoclastic (Demo, Eigenveröffentlichung)
- 2003: Hatred Shaped Man (Album, Fadeless Records)
- 2003: The Sick - The Dead - The Rotten (Split mit Suture und Leukorrhea, The Spew Records)
- 2016: Grinder (EP, Eigenveröffentlichung)